# Homo sacer
Homo sacer (expressió llatina que significa «home sagrat») és un estatus que prové del dret romà arcaic: es tracta d'una persona que és exclosa, a qui qualsevol pot matar sense que es consideri homicidi (qui occidit parricidi no damnatur), però que no pot ésser l'objecte d'un sacrifici humà en el marc d'una cerimònia religiosa (neque fas est eum immolari). Aquesta persona no disposa ja de cap dret cívic.
En el seu tractat De Verborum Significatione (Sobre el significat de les paraules), Sext Pompeu Fest, sota la rúbrica Sacer mons, després de la referència al Mont sagrat que els plebeus varen consagrar a Júpiter en el moment de la seva secessió, indica:
"Però hom anomena home sagrat (homo sacer) a l'home a qui el poble ha jutjat per raó d'un crim; no està permès sacrificar-lo, però qui el mati no serà condemnat per homicidi, ja que en la primera llei tribunícia es preveu: «Si algú mata un individu que sigui sagrat d'acord amb aquest plebiscit, no serà considerat homicida». D'aquí que s'acostumi a anomenar sagrat a l'home dolent o impur."
Es tracta, amb el ritual primari del sacrifici, d'un dels elements fundadors del pensament màgic-ritualista que sorgeix en la història de Roma.

## Homo sacersegons Agamben
El filòsof italià Giorgio Agamben treballa aquest concepte al seu llibre Homo sacer: el poder sobirà i la nua vida. Per a Agamben, l'«homo sacer» és un individu considerat com un exiliat des d'un punt de vista jurídic. Segons ell, es dona una paradoxa: en efecte, és pel dret que la societat fa de l'individu exclòs un «homo sacer»; ara bé, el procediment de l'exclusió li dona implicitement un reconeixement, una identitat jurídica.
Agamben considera aquesta vida des de dues perspectives: la vida biològica (el grec zoe) i la seva dimensió política (el grec bios). La zoe és connectada pel mateix Agamben a la descripció de la «nua vida» del refugiat d'Hannah Arendt a Els orígens del totalitarisme (1951). La realitat de l'«homo sacer» és, segons ell, una ruptura total entre la vida política (bios) i la biològica (zoe) de l'individu. Per la seva «nua vida», l'«homo sacer» es troba subjecte a la sobirania de l'estat d'excepció i, encara que la seva vida biològica continua, no té ja cap existència política.
Per a Agamben, l'estatus de l'«homo sacer» és aquell del refugiat polític i del deportat. Per exemple, els jueus, abans de ser deportats, eren privats de la seva ciutadania.
Així, «el que hom anomena drets inalienables i sagrats de l'home semblen no ser invocables des del precís moment en què ja no és possible caracteritzar-los com a drets dels ciutadans d'un estat», declara Agamben, seguint així el raonament d'Hannah Arendt en relació amb la Declaració dels drets de l'home i del ciutadà de 1789 que lliga drets de l'home i drets cívics. Tot i que els drets de l'home siguin concebuts com un sòcol o fonament dels drets cívics, la privació d'aquests (per exemple en el cas de l'«homo sacer») els fa equiparables als «salvatges» que van ser exterminats en massa. Arendt conclou que el respecte dels drets de l'home és funció de la garantia dels drets cívics i no al contrari, tal com pensen nombrosos intel·lectuals liberals dels drets naturals.